# Вкрали нареченого
«Вкрали нареченого» (азерб. «Bəyin Oğurlanması») — радянська азербайджанська музична кінокомедія 1985 року.

## Сюжет
В азербайджанське село приїжджає знімальна група, щоб зробити фільм про щасливе кохання. Головними виконавцями ролей у картині стають колишні чоловік і дружина. По ходу зйомок герої фільму відновлюють свої почуття і з повною щирістю демонструють перед камерою, як палко одне одного кохають. У цей же час у селі йдуть приготування до справжнього весілля. Юні Гасан і Ясемен кохають одне одного, але батько дівчини, Ісрафіл, проти весілля, оскільки він сам у молодості мав ніжні почуття до матері юнака, але її за нього не видав батько. Маючи намір якомога швидше відзняти справжнє весілля, знімальна група, всупереч бажанням Ісрафіла, квапить наближення весілля молодих…

## У ролях
- Яшар Нурі — Ісрафіл
- Шаміль Сулейманов — Гасан
- Гасан Турабов — Асад
- Гаджи Ісмайлов — Тагі
- Натаван Мамедова — Ясемен
- Сіявуш Аслан — Мустафа
- Насіба Зейналова — тітка Насіба
- Латіфа Алієва — мати Гасана
- Аріф Кулієв — Міріш
- Тамара Шакірова — Нігяр
- Ельданіз Зейналов — голова слідчої комісії
- Самандар Рзаєв — директор радгоспу Ідаят
- Гюмрах Рагімов — «Бродяга»
- Мірза Бабаєв — Аманоглу
- Відаді Гасанов — Муса
- Расмі Джабраїлов — Ахмед
- Фірангіз Муталлімова — Теллі
- Шукюфа Юсупова — журналістка
- Фізулі Гусейнов — Ельхан
- Алескер Мамедоглу — піротехнік Алескер
- Руслан Насіров — Гасим
- Анвар Гасанов — Акіф
- Нізамі Мусаєв — Нізамі
- Раміз Азізбейлі — Ісабала
- Алігулу Самедов — Алігулу
- Ільхам Намік Камал — звукооператор
- Карен Ованнисян — перукар Ашот
- Багадур Алієв — гість на весіллі

## Знімальна група
- Режисери — Джейхун Мірзоєв, Вагіф Мустафаєв
- Сценарист — Мовлуд Сулейманли
- Оператори — Алескер Алекперов, Рашид Нагієв
- Композитор — Емін Сабітоглу
- Художники — Рафік Насіров, Ельбей Рзакулієв